# Cratere Grotell
Grotell  è un cratere sulla superficie di Mercurio.